# Nordiska ungdomsorkestern
Nordiska ungdomsorkestern var en tvåveckors sommarkurs i orkesterspel för ungdomar, som varje sommar anordnades i Lund mellan 1951 och 2019. Deltagarna var mellan 15 och 25 år och kom huvudsakligen från de nordiska länderna. Konstnärlig ledare var 2004-2019 dirigenten Stefan Solyom, efter en lång era av Kjell-Åke Bjärmings ledarskap. Arrangemanget var en del av Kulturskolan i Lunds verksamhet.
Nordiska Ungdomsorkestern startades 1951 av John Fernström och K.G. Ljunghill.